# Iker Romero
Iker Romero Fernández (Vitoria-Gasteiz, 15 juni 1980) is een Spaans voormalig handballer.

## Biografie
Romero begon zijn loopbaan bij Corazonistas Vitoria. Vervolgens speelde de Bask bij Balonmano Valladolid (1997-2000), Ademar León (2000-2001) en Balonmano Ciudad Real (2001-2003). In 2003 kwam hij bij FC Barcelona Handbol. In zijn eerste seizoen speelde Romero samen met Enric Masip, die beschouwd wordt als een van beste handballers ooit, en het team won de Copa del Rey. Nadat Masip in 2004 zijn loopbaan beëindigde, groeide Romero uit tot de sterspeler van FC Barcelona en tevens tot mondiale ster. In 2005 speelde hij een belangrijke rol in het behalen van de wereldtitel door Spanje op het WK in Tunesië. Een jaar later had Romero zijn succesvolste jaar tot nu toe bij Barça met de winst van landstitel, de Champions League en de Supercopa. Ook in de jaren daarna bleef Romero succesvol met een bronzen medaille op de Olympische Zomerspelen van 2008 en winst van de Copa del Rey in 2010. In de zomer van 2011 ging hij naar Füsche Berlin. Hij stopte zijn spelerscarrière in 2015. Hierna ging hij aan de slag als assisentent-trainer bij TSV Hannover-Burgdorf in Duitsland